# Вулканический туф
Вулкани́ческий туф — вулканогенно-обломочная горная порода, из вулканического пепла, вулканических бомб и других обломков, выброшенных во время извержения вулкана и уплотнившихся. Часто имеет примесь невулканических пород. Вулканический туф великолепно служит стеновым камнем. Он может быть красного, розового, фиолетового, коричневого, оранжевого, реже серого и чёрного цветов. Одним из самых ценных качеств этой горной породы является лёгкая обработка, вулканический туф может обрабатываться топором и пилой.

## Условия образования
Образование вулканического туфа связано с выпадением обломков при извержении, иногда с переносом их водными потоками. По составу выделяются липаритовые, дацитовые, андезитовые, базальтовые туфы.
Совместно с вулканическими брекчиями и промежуточными типами пород туф составляет крупную группу пирокластических горных пород.

## Основные месторождения
Основные месторождения расположены в Армении, Италии (близ Рима и Неаполя), Исландии, Кабо-Верде. Одним из самых крупных в мире месторождений вулканического туфа является Артикское туфовое месторождение, находящееся в Армении, в городе Артик. Оно содержит более чем 250 млн м³.

## Цветовая гамма

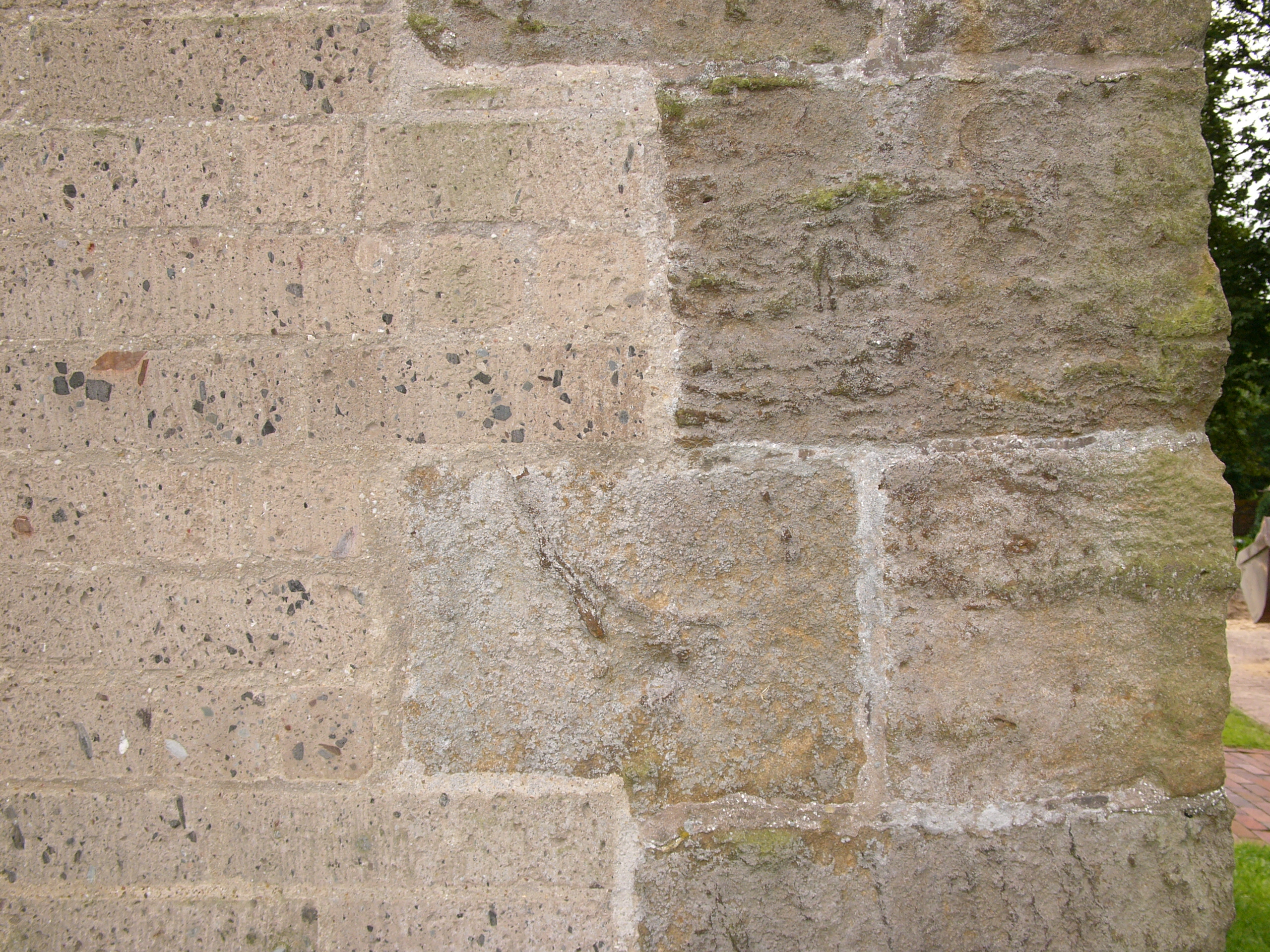
Вулканический туф

От других пород отделочного камня вулканический туф отличается широким диапазоном ярких и насыщенных оттенков, от чёрного до белого.

## Применение
Применяется как строительный материал (заполнитель в лёгких бетонах), служит великолепным стеновым камнем, благодаря небольшому весу и морозоустойчивости. Легко обрабатывается пилой и топором. Может быть фиолетового (артикский), красного и оранжевого (анийский), розового, коричневого, жёлтого, реже серого и чёрного цвета.

## Примеры использования
На улице Мясницкой, 39, в Москве в 1929-30 годах по проекту Ле Корбюзье было построено административное Здание Центросоюза с чередованием стеклянных поверхностей и поверхностей, облицованных розовым туфом из Армении (северо-западный склон горы Арагац, у города Артик).
Кинотеатр «Ереван» в Москве.
Из вулканического туфа сделано подавляющее большинство статуй моаи c острова Пасхи.

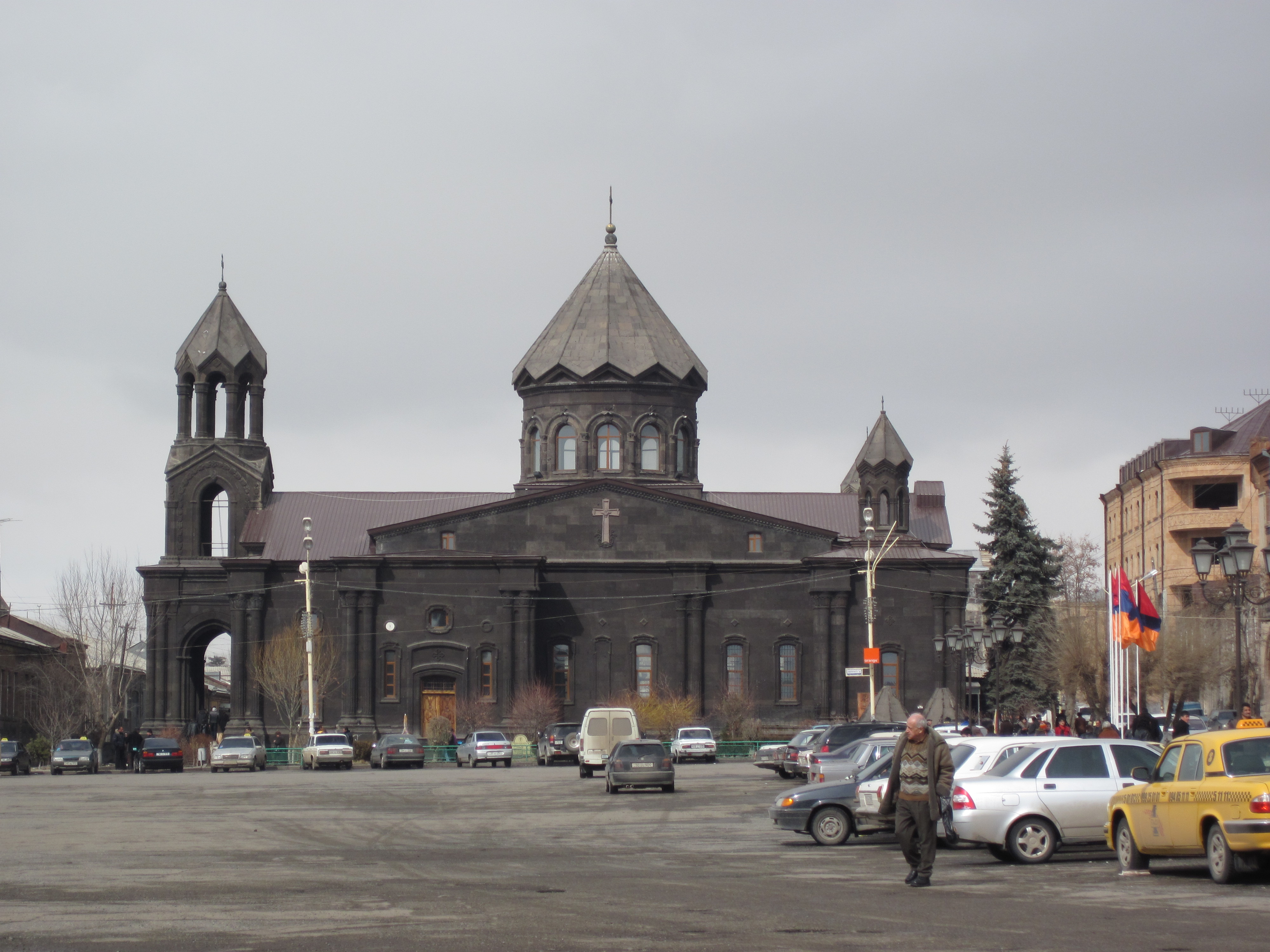
Церковь Святой Богородицы
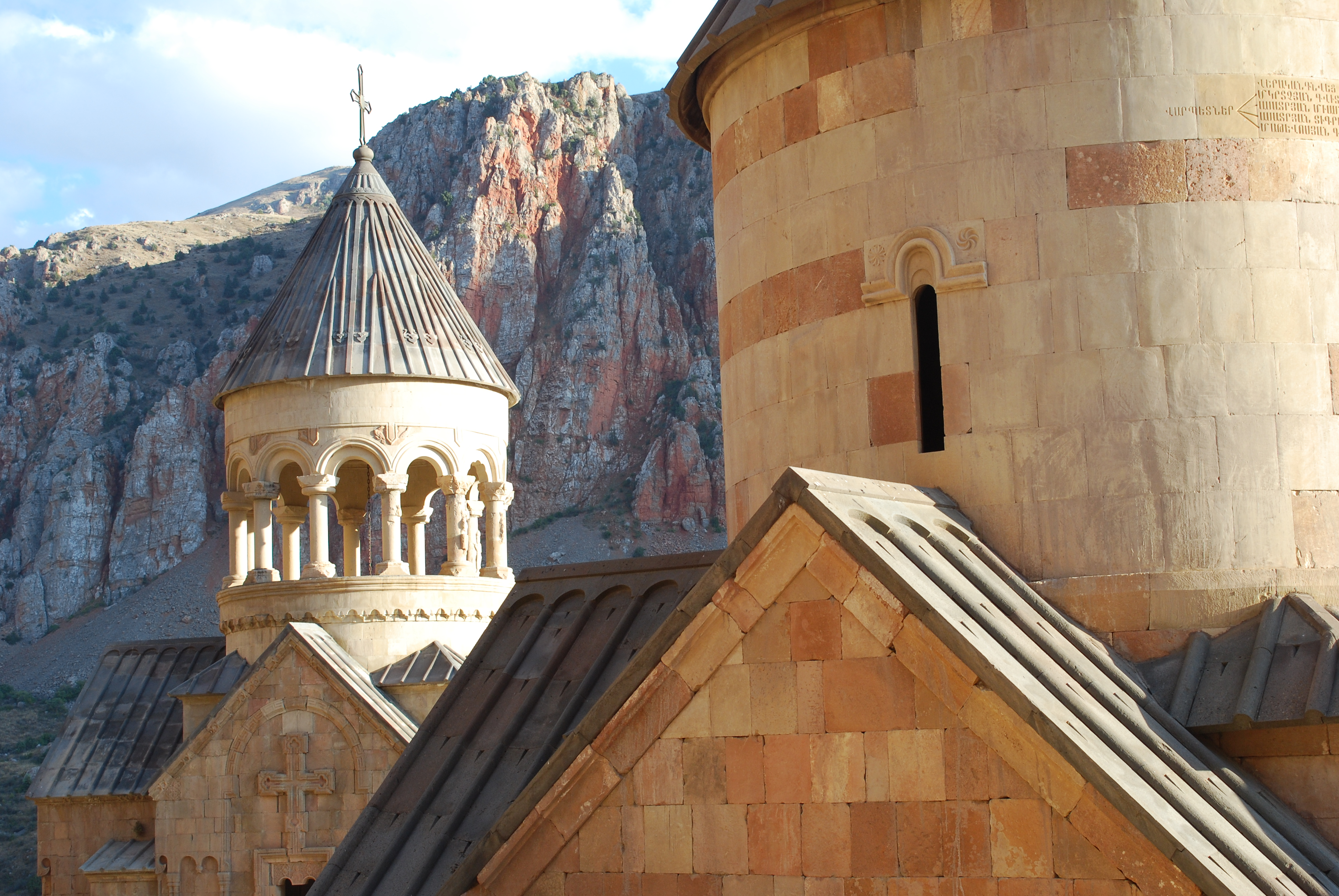
Нораванк, Армения
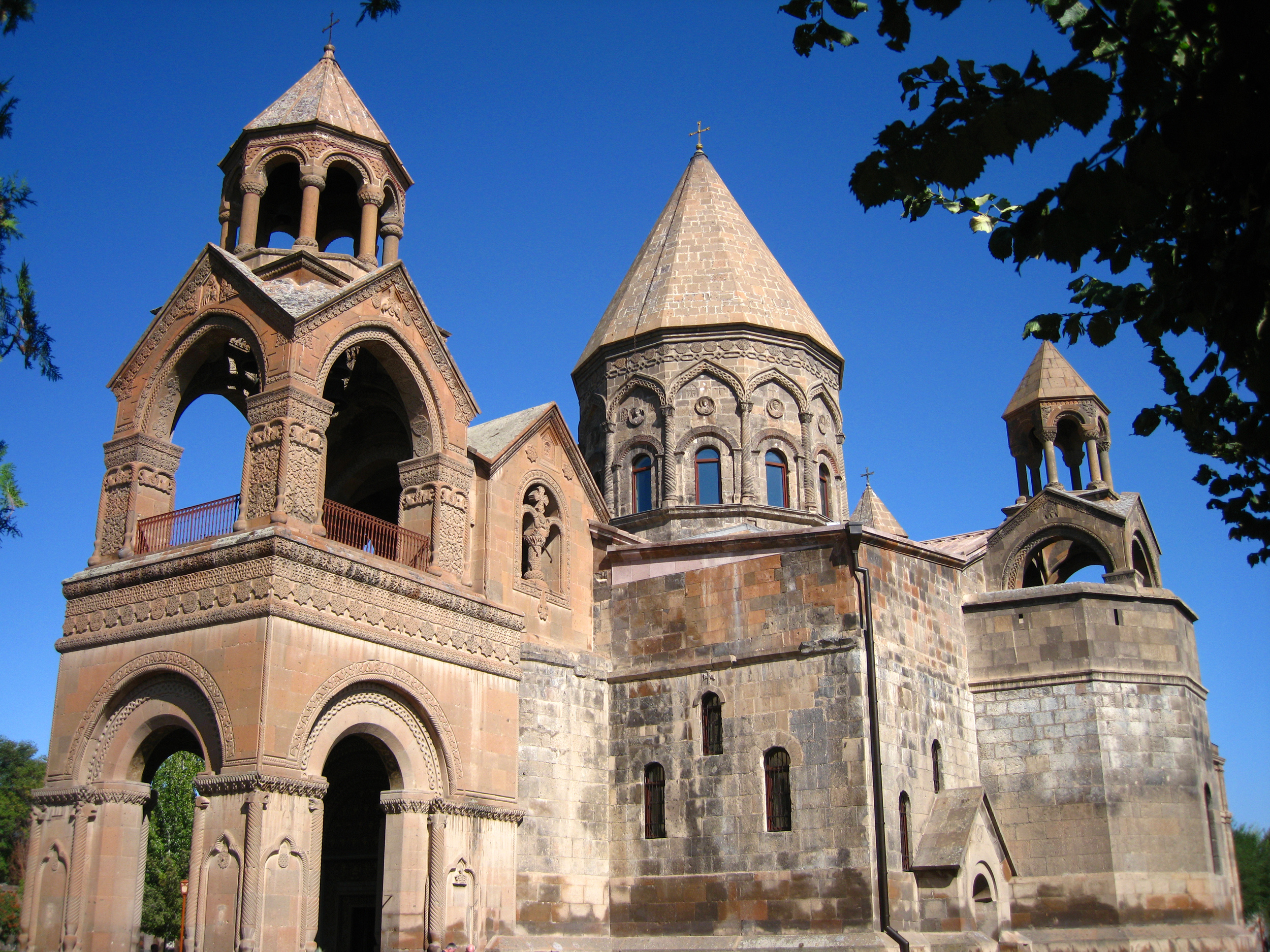
Эчмиадзинский монастырь